# 北海道道532号岩部渡岛福岛停车场线
北海道道532号岩部渡岛福岛停车场线（日语：北海道道532号岩部渡島福島停車場線）是一条位于北海道松前郡福島町的普通道级道路（北海道道）。

## 道路概况
- 起点：北海道松前郡福島町岩部
- 終点：北海道松前郡福島町福島（旧JR北海道 渡岛福岛站）
- 总距离：8.7千米（内、重複区間0.3千米）

## 经过的自治体
- 渡岛综合振兴局
  - 松前郡福島町

## 主要连接道路
- 国道228号（福島）

## 橋梁
- 岩部橋
- 鳥澤橋
- 滨泽橋
- 中塚橋 竣工1989年

## 隧道
- 岩部隧道 竣工1955年 延長66米
- 女朗岬隧道 竣工1954年 延長36米

## 已废弃的隧道
- 滝之下隧道（約20米、1980年时开挖撤去）

## 历史
- 1966年（昭和41年）3月31日 - 路線勘定（北海道告示第679号）